# 硬式飛船
硬式飛船（Rigid Airship）是指浮空器外形主要是以內部框架支撐住，而非以輕質氣體維持外型的飛艇，次要的支撐則和軟式飛船與半硬式飛船相同來自內裝氣體的壓力。最著名的硬式飛船種類是齊柏林飛船，齊柏林伯爵在1900年打造出第一艘硬式飛船，並讓德國在該領域居於領先地位。

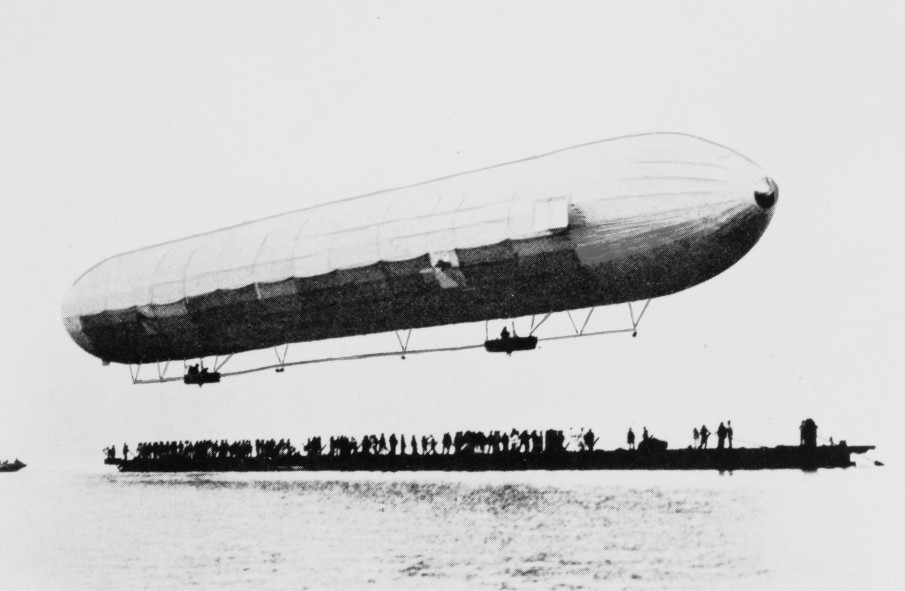
LZ 1，第一艘成功的硬式飛船。

硬式飛船盛行於1900年代至1930年代晚期，在興登堡號起火後式微。1900年，费迪南德·冯·齐柏林伯爵成功地完成了他的第一艘飞艇的首航，LZ1號全長128.02公尺、直徑11.73公尺，飛艇輕質氣體容積為11,298立方公尺，飛艇下裝有2具輸出14匹馬力的戴姆勒引擎，LZ1首航20分鐘後即因事故毀損，雖然經過修改，但隨後的LZ2與LZ3號並未獲得的產業界青睞，但飛艇的性能獲得德意志陸軍的關注，隨後他們便提出希望能在天空中運轉24小時的飛艇，由於這超越了當時製造的齊柏林飛艇性能，齊柏林伯爵為此打造了更大尺寸的LZ4號飛艇。LZ4號全長136公尺、直徑12.95公尺，飛艇搭載2具總輸出210匹馬力的戴姆勒引擎。直到1913年，德意志帝國陸軍才購入LZ1號艇進行使用，但是在第一次世界大战之前，德国在该领域处于世界领先地位，这主要归功于齐柏林和他的齊柏林飛船製造公司的工作。
在第一次世界大戰期間，齊柏林飛艇公司製造了95艘齊柏林飛艇。硬质飞艇被赋予了各种军事任务，包括德国對英國的战略轰炸行动。